# Chicago-Marathon 2019
| 42. Chicago-Marathon    | 42. Chicago-Marathon         |
| ----------------------- | ---------------------------- |
| Stadt                   | Chicago, Vereinigte Staaten  |
| Datum                   | 13. Oktober 2019             |
| Distanz                 | 42,195 Kilometer             |
| Sieger                  |                              |
| Männer                  | Lawrence Cherono (2:05:45 h) |
| Frauen                  | Brigid Kosgei (2:14:04 h)    |
| ← Chicago-Marathon 2018 | Chicago-Marathon 2021 →      |
| Website                 | Offizielle Website           |

Der Chicago-Marathon 2019 (offiziell: Bank of America Chicago Marathon 2019) war die 42. Ausgabe der jährlich stattfindenden Laufveranstaltung in Chicago, Vereinigte Staaten. Der Marathon fand am 13. Oktober 2019 um 7:30 Uhr Ortszeit (14:30 Uhr MESZ) statt. Er war der zweite Lauf der World Marathon Majors 2019/20.
Bei den Männer gewann Lawrence Cherono den Lauf nach 2:05:45 h. Einen neuen Weltrekord gab es bei den Frauen. Brigid Kosgei wiederholte ihren Sieg aus dem Vorjahr und lief nach 2:14:04 h über die Ziellinie.

## Ergebnisse

### Männer
| Platz | Athlet           | Land                   | Zeit (h) |
| ----- | ---------------- | ---------------------- | -------- |
| 01    | Lawrence Cherono | Kenia                  | 2:05:45  |
| 02    | Dejene Debela    | Äthiopien              | 2:05:46  |
| 03    | Asefa Mengstu    | Äthiopien              | 2:05:48  |
| 04    | Bedan Karoki     | Kenia                  | 2:05:53  |
| 05    | Bashir Abdi      | Belgien                | 2:06:14  |
| 06    | Seifu Tura       | Äthiopien              | 2:08:35  |
| 07    | Dickson Chumba   | Kenia                  | 2:09:11  |
| 08    | Mo Farah         | Vereinigtes Königreich | 2:09:58  |
| 09    | Jacob Riley      | Vereinigte Staaten     | 2:10:36  |
| 10    | Jerrell Mock     | Vereinigte Staaten     | 2:10:37  |

### Frauen
| Platz | Athletin            | Land               | Zeit (h)   |
| ----- | ------------------- | ------------------ | ---------- |
| 01    | Brigid Kosgei       | Kenia              | 2:14:04 WR |
| 02    | Ababel Yeshaneh     | Äthiopien          | 2:20:51    |
| 03    | Gelete Burka        | Äthiopien          | 2:20:55    |
| 04    | Emma Bates          | Vereinigte Staaten | 2:25:27    |
| 05    | Fionnuala McCormack | Irland             | 2:26:47    |
| 06    | Stephanie Bruce     | Vereinigte Staaten | 2:27:47    |
| 07    | Lindsay Flanagan    | Vereinigte Staaten | 2:29:06    |
| 08    | Laura Thweatt       | Vereinigte Staaten | 2:29:06    |
| 09    | Lisa Weightman      | Australien         | 2:29:45    |
| 10    | Taylor Ward         | Vereinigte Staaten | 2:30:14    |